# Highlander - L'ultimo immortale
Highlander - L'ultimo immortale (Highlander) è un film del 1986 diretto da Russell Mulcahy, primo d'una lunga serie di film ed altre opere derivate, di genere azione-fantastico, incentrata sulla figura di guerrieri immortali che, all'insaputa della gente comune (che ignora persino la loro stessa esistenza), lottano forsennatamente attraverso i secoli affinché solo uno di loro rimanga in vita ed acquisisca l'ambita Ricompensa (in tal senso, la frase di lancio del film, "ne resterà soltanto uno", è rimasta celebre). Il titolo si riferisce al protagonista, originario appunto della regione scozzese delle Highlands.
La pellicola consacrò definitivamente l'attore francese Christopher Lambert, reduce del successo del film Greystoke - La leggenda di Tarzan, il signore delle scimmie. Al film ha partecipato come co-protagonista l'attore scozzese Sean Connery, nel ruolo del mentore Juan Sánchez Villa-Lobos Ramírez.
Il film, negli anni a venire divenne un cult movie degli anni 80 (anche se all'epoca della sua uscita venne considerato un flop), e ha dato vita ad un franchise cinematografico che si svolge in un arco temporale di 20 anni, spingendo i produttori a realizzare quattro seguiti (che però non ebbero critiche positive e presentavano diversi problemi di continuità tra loro), una serie televisiva prodotta negli anni 90 (che vede come protagonista l'attore Adrian Paul), un film d'animazione e alcuni videogiochi.
La colonna sonora è stata composta da Michael Kamen e presenta alcuni brani strumentali. La maggior parte di canzoni che si ascoltano nel film sono opera del gruppo inglese dei Queen, che contribuirono notevolmente alla popolarità della pellicola. 

## Trama
New York, 1985. Due uomini si affrontano in un duello con la spada nel parcheggio del Madison Square Garden. Uno dei due uccide l'altro decapitandolo e subito dopo viene investito da una potente onda d'energia emessa dal cadavere dello sconfitto. All'arrivo della polizia, allertata dall'impatto causato da quell'onda d'energia, l'uomo, un antiquario chiamato Russell Nash, cerca di fuggire, ma viene fermato e interrogato dalla polizia. Nash è sospettato di aver ucciso l'altro uomo per prendergli la spada, un'arma antichissima di inestimabile valore, ma viene rilasciato per insufficienza di prove.
Il tecnico forense Brenda J. Wyatt rinviene alcune schegge della spada di Nash, una katana, e scopre che la datazione dell'arma è incompatibile con quella che dovrebbe essere l'epoca di realizzazione; secondo le sue analisi, infatti, la katana di Nash risale ad almeno un migliaio di anni prima dell'invenzione della relativa tecnica di forgiatura. Decisa a saperne di più, Brenda segue Nash e si trova coinvolta in un duello fra l'antiquario e Victor Kruger, un misterioso individuo armato di spadone. Il combattimento viene interrotto dall'arrivo della polizia, che costringe Kruger a battere in ritirata. Nash intima a Brenda di smettere con le indagini, dopodiché torna a casa, dove ricorda il proprio passato.
Scozia, 1536. Connor MacLeod, un guerriero delle Highlands, viene ferito a morte da un cavaliere alleato del clan rivale dei Fraser. Inspiegabilmente, Connor si riprende nel giro di una notte e i MacLeod, terrorizzati e convinti che Connor abbia stretto un patto col diavolo, lo bandiscono dalla propria comunità. Cinque anni dopo, Connor, che si è rifatto una vita altrove assieme alla moglie Heather, viene avvicinato da uno strano individuo, Juan Sánchez Villa-Lobos Ramírez, che sembra sapere tutto su di lui. Ramírez rivela a Connor di essere un immortale, esattamente come lo è lui, e che al mondo ne esistono molti altri come loro: tutti gli immortali sono destinati a combattersi l'un l'altro e quando saranno rimasti in pochi, gli ultimi si recheranno in una terra lontana, dove prenderanno parte ad un’Adunanza in cui si batteranno per una Ricompensa Finale. Connor resta stupito della verità appena scoperta e domanda a Ramírez come sia potuto succedere. Lo spagnolo ammette che nemmeno lui sà del perché loro siano immortali. La sola cosa certa è che sono diversi dalle persone comuni e devono tenere segreto la loro vera natura, poiché sono temuti e verrebbero perseguitati e scacciati di continuo.
Ramírez rivela che anche Kurgan, il cavaliere che ferì Connor durante la guerra coi Fraser, è un immortale e rappresenta il lato oscuro della loro stirpe: se sarà Kurgan ad ottenere la Ricompensa, il mondo sarà condannato alla distruzione. Ramírez addestra Connor all'uso delle armi e lo istruisce sui poteri degli immortali, che possono morire solo per decapitazione e sono incapaci di procreare, ma viene infine ucciso da Kurgan. Connor prende la spada dell’amico, una katana realizzata nel 593 a.C. dal grande fabbro Okazaki Masamune, e alla morte di Heather, deceduta di vecchiaia, si mette in cerca degli altri immortali, assumendo molte identità nel corso dei secoli, tra cui per ultima quella di Russell Nash. Nel 1985, Connor sconfigge nel duello al Madison Square Garden uno degli ultimi immortali rimasti, Iman Fasil, mentre Kurgan, che ora si fa chiamare Victor Kruger, uccide l’immortale africano Sunda Kastagir, un vecchio amico di Connor. I due quindi sono adesso gli ultimi immortali rimasti a battersi per la Ricompensa.
Connor è costretto a rivelare a Brenda la sua vera identità quando la donna, indagando sui passaggi di proprietà della sua casa, scopre le prove della sua immortalità. Brenda e Connor si innamorano, e il Kurgan rapisce la donna per costringere lo scozzese ad affrontarlo. Alla fine, dopo un duro e cruento duello, Connor riesce ad uccidere Kurgan e ottiene finalmente la Ricompensa: una vita mortale, la possibilità di avere figli e il potere di consigliare le menti dei potenti della Terra, inaugurando così una nuova era di pace e prosperità per l'umanità.

## Produzione
L'idea del film venne in mente allo sceneggiatore Gregory Widen, durante una vacanza in Scozia: osservando un'antica armatura esposta in un museo di Edimburgo, fantasticò su cosa sarebbe potuto succedere se il suo proprietario fosse stato ancora vivo. Il film era stato originariamente concepito con il titolo di Shadow Clan ("il clan dell'ombra"). Tale sceneggiatura presentava alcune differenze rispetto a quella finale, principalmente riferite al mondo degli Immortali; inoltre, era più violenta e questo costrinse Widen a riscrivere la sceneggiatura e a riavviare il progetto.

### Casting
Il ruolo di Connor MacLeod fu offerto inizialmente a Kurt Russell, il quale fu costretto a rinunciare perché già impegnato sul set di Grosso guaio a Chinatown ; successivamente offerto a Mickey Rourke, che tuttavia rifiutò. Per interpretare il ruolo di protagonista, l'attore francese Christopher Lambert dovette imparare correttamente l'inglese che, all'epoca, non conosceva.
Virginia Madsen fece un'audizione per il ruolo di Heather, mentre Brooke Adams venne avvicinata per il ruolo di Brenda.

### Riprese

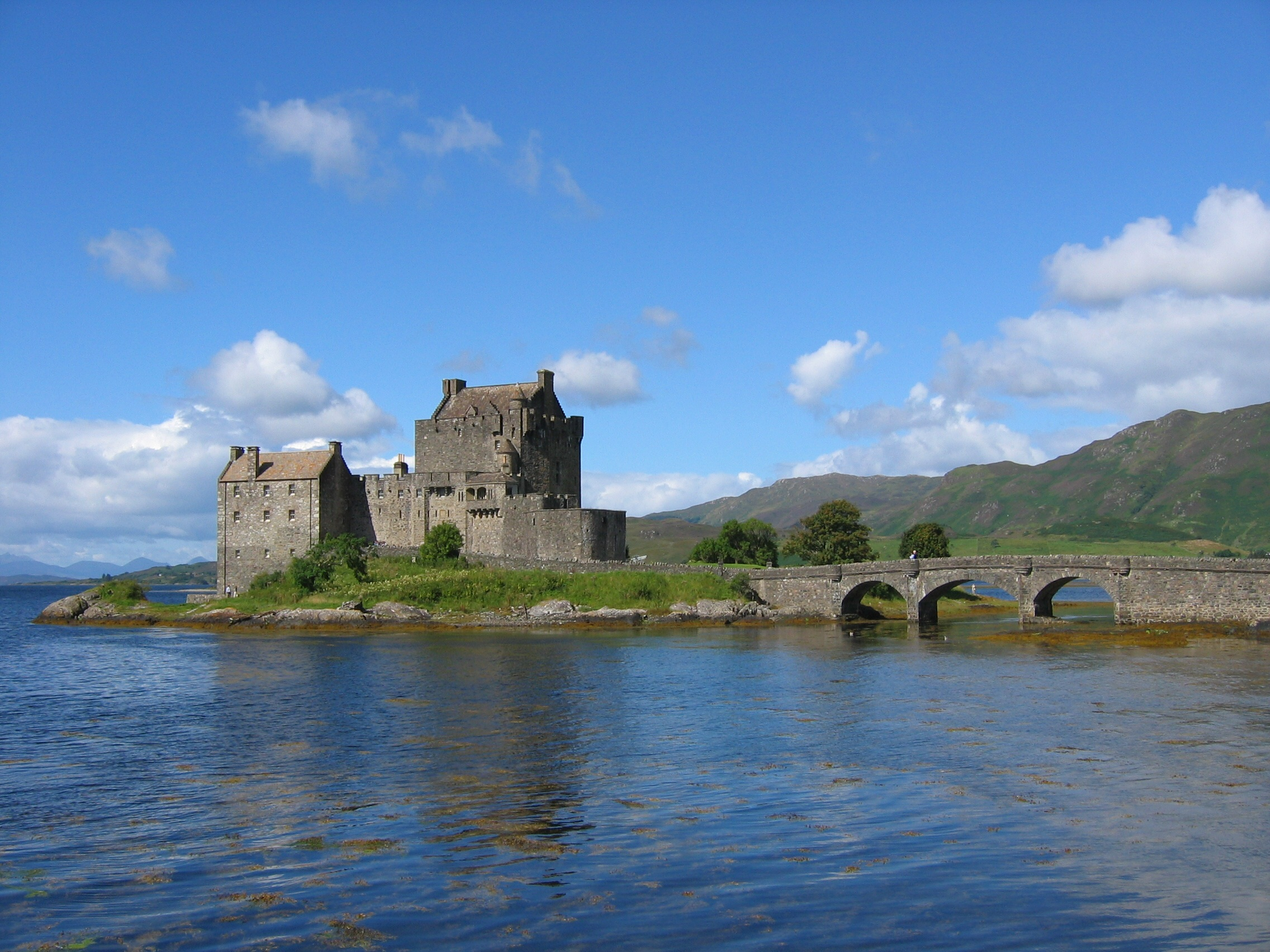
Il castello di Eilean Donan

Le riprese iniziarono nell'aprile 1985 e terminarono il 30 agosto dello stesso anno; si svolsero principalmente in Scozia, in Inghilterra e nella città di New York. Russell Mulcahy, uno dei più importanti registi di videoclip, ha trasformato molte scene della pellicola in video musicali; un esempio sono le scene in cui Brenda viene catturata nel suo appartamento dal Kurgan, ma anche le sequenze in macchina in giro per New York.
Anche se nella pellicola Connor MacLeod afferma di essere nato a Glenfinnan, sulle rive del Loch Shiel, le sequenze in cui si vedono i MacLeod lasciare il loro castello per andare in battaglia contro i Frazier sono in realtà state girate presso il castello di Eilean Donan, sulle rive del Loch Duich.
La sequenza di apertura doveva essere girata durante una partita di hockey su ghiaccio.
La scena in cui Connor incontra Kurgan fu segnata da numerose difficoltà, sia per le condizioni climatiche sfavorevoli, sia per vari problemi legati a Lambert, che è miope e, come rivela il direttore della fotografia Arthur Smith, solitamente si dimenticava di togliersi gli occhiali.
La scena del combattimento tra MacLeod e Fasil venne girata in due luoghi diversi: le scene all'esterno in un garage di fronte al Madison Square Garden, mentre le scene all'interno, a Londra.
La scena finale dello scontro tra Kurgan e MacLeod doveva essere girata sulla statua della Libertà; successivamente gli autori pensarono di inserire il finale in un parco di divertimento; solo alla fine decisero di girarla in un edificio dei Silvercup Studios.

## Colonna sonora
La colonna sonora della pellicola è stata composta da Michael Kamen e le canzoni sono opera dei Queen; la canzone principale, Princes of the Universe, è stata ripresa anche nella serie televisiva come sigla d'apertura. La canzone Who Wants to Live Forever inclusa nella pellicola è cantata interamente da Freddie Mercury, che sostituisce Brian May nella versione originale del brano. Esiste un'altra versione del brano A Kind of Magic in versione cinematografica (denominata Highlander Version), che è stata usata esclusivamente nei titoli di coda. Nel 2011 il brano è stato pubblicato come bonus track dell'album A Kind of Magic. Nella pellicola è stata inclusa un'altra canzone, un rifacimento (cover) di New York, New York, cantata da Freddie Mercury in versione solista. Questa canzone non è stata pubblicata in alcun album dei Queen; il brano incluso nel box-set Freddie Mercury Solo Collection (disco 7) di Freddie Mercury, contrariamente a quanto possa sembrare, non è quello presente nella pellicola, bensì un pezzo del tutto differente. Nel video di Princes of the Universe, si può notare l'attore Christopher Lambert che simula una lotta con le spade con Freddie Mercury, armato del suo celebre microfono a mezz'asta.
Le canzoni presenti nella pellicola sono contenute negli album The Works e A Kind of Magic, entrambi dei Queen.
Le canzoni dei Queen che si sentono nella pellicola sono (in ordine cronologico):
1. Princes of the Universe
2. Gimme the Prize
3. One Year of Love
4. Who Wants to Live Forever
5. Hammer to Fall
6. Don't Lose Your Head
7. A Kind of Magic

## Distribuzione
La pellicola è uscita nelle sale cinematografiche statunitensi il 7 marzo 1986, mentre in quelle britanniche il 29 agosto e, in Italia, il 30 ottobre dello stesso anno.

## Accoglienza
Nonostante il mediocre risultato ottenuto nei botteghini alla sua uscita (nei soli Stati Uniti incassò poco più di 12 milioni di dollari), la pellicola si guadagnò col passare del tempo la fama di film di culto della cinematografia mondiale, tanto da spingere in seguito i produttori ad avviare un vero e proprio franchise, composto da quattro seguiti (di cui uno però non consequenziale agli altri), che non registrarono tuttavia lo stesso successo del primo, una serie televisiva, una serie a cartoni animati e due videogiochi.

## Sequel e opere derivate

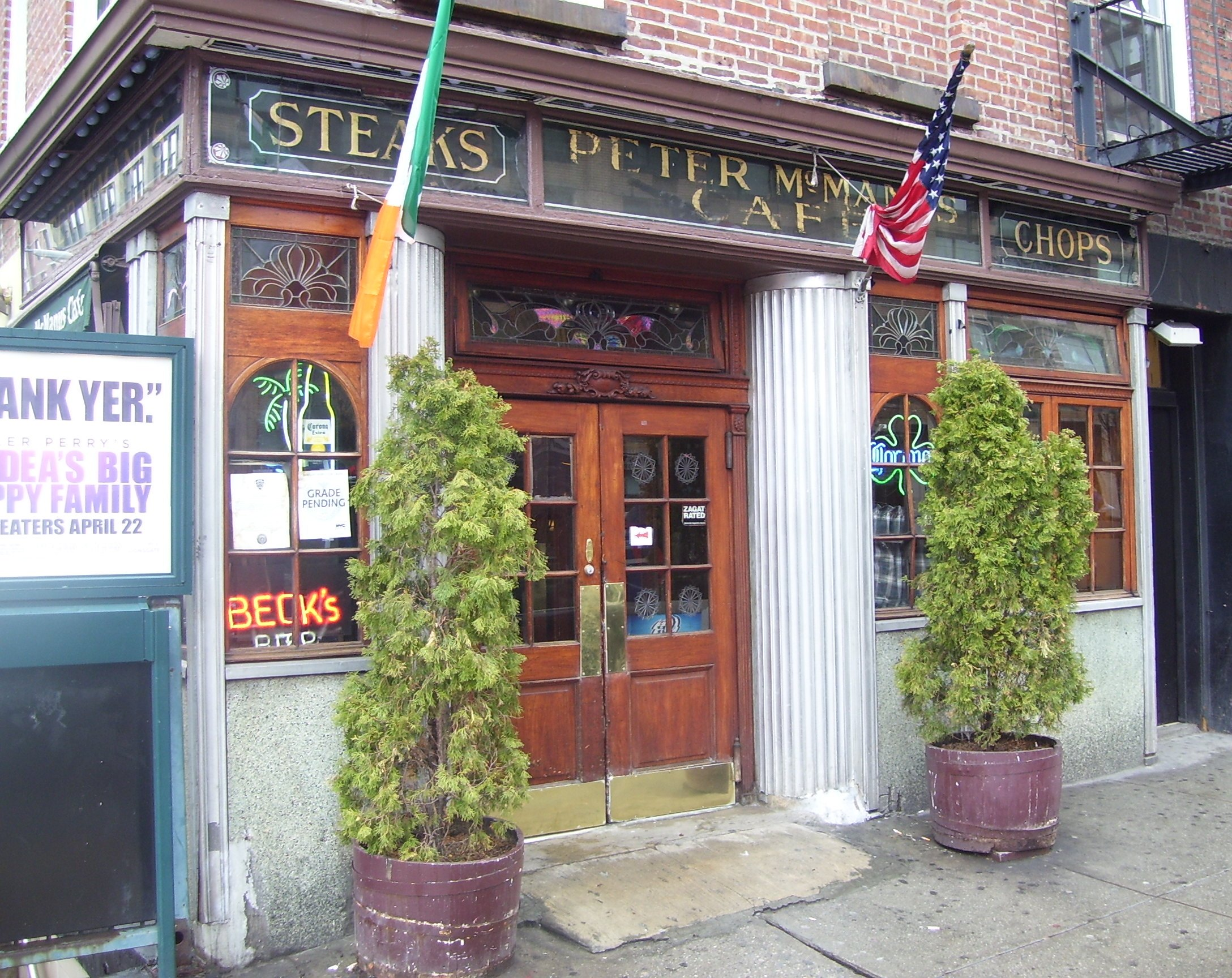
L'ingresso del Peter McManus Café. La facciata si presenta sostanzialmente invariata rispetto a come appariva all'epoca delle riprese.

La pellicola ha avuto quattro seguiti girati da quattro registi diversi e che presentano vari problemi di continuità tra di loro.
- Highlander II - Il ritorno (Highlander II: The Quickening) di Russell Mulcahy (1991) – Sequel autonomo
- Highlander 3 (Highlander III: The Sorcerer) di Andrew Morahan (1994) – Sequel non canonico
- Highlander: Endgame di Douglas Aarniokoski (2000)
- Highlander: The Source di Brett Leonard (2007)

Alla serie è ascritta anche una pellicola d'animazione giapponese del 2007, intitolata Highlander: Vendetta immortale per la regia di Yoshiaki Kawajiri.
Un riavvio della saga, che in futuro entrerà in fase di sviluppo, vedrà come protagonista l'attore Henry Cavill.

### Serie televisive
- Highlander (1992-1998) – spin-off
- Highlander - La serie animata (1994-1995) – spin-off
- Highlander: The Raven (1998-1999) – spin-off

### Cortometraggio
- Highlander Reunion (2008) – spin-off

### Videogiochi
- Highlander (1986)
- Highlander: L'ultimo McLeod (1995)

### Film Anime
- Highlander: Vendetta immortale